# Ріо-Браво (Техас)
Ріо-Браво (англ. Rio Bravo) — місто (англ. city) в США, в окрузі Вебб штату Техас. Населення — 4450 осіб (2020).

## Географія
Ріо-Браво розташоване за координатами 27°21′53″ пн. ш. 99°29′4″ зх. д. / 27.36472° пн. ш. 99.48444° зх. д. (27.364718, -99.484385).  За даними Бюро перепису населення США в 2010 році місто мало площу 1,72 км², з яких 1,68 км² — суходіл та 0,04 км² — водойми.

## Демографія
Згідно з переписом 2010 року, у місті мешкали 4794 особи в 1129 домогосподарствах у складі 1024 родин. Густота населення становила 2780 осіб/км².  Було 1326 помешкань (769/км²).
Расовий склад населення:
| - 94,5 % — білих - 0,3 % — корінних американців - 0,1 % — чорних або афроамериканців - 0,1 % — азіатів - 4,2 % — осіб інших рас |

До двох чи більше рас належало 0,8 %. Частка іспаномовних становила 98,9 % від усіх жителів.
За віковим діапазоном населення розподілялося таким чином: 39,3 % — особи молодші 18 років, 54,9 % — особи у віці 18—64 років, 5,8 % — особи у віці 65 років та старші. Медіана віку мешканця становила 23,8 року. На 100 осіб жіночої статі у місті припадало 96,4 чоловіків;  на 100 жінок у віці від 18 років та старших — 90,3 чоловіків також старших 18 років.
Середній дохід на одне домашнє господарство  становив 33 836 доларів США (медіана — 25 574), а середній дохід на одну сім'ю — 34 528 доларів (медіана — 28 008). Медіана доходів становила 30 636 доларів для чоловіків та 17 192 долари для жінок. За межею бідності перебувало 44,2 % осіб, у тому числі 60,1 % дітей у віці до 18 років та 66,3 % осіб у віці 65 років та старших.
Цивільне працевлаштоване населення становило 1492 особи. Основні галузі зайнятості: освіта, охорона здоров'я та соціальна допомога — 29,8 %, будівництво — 13,7 %, транспорт — 11,6 %.